# Валентина Попова (дизачица тегова)
Валентина Вадимовна Попова  (рус. Валентина Вадимовна Попова; Братск, 25. септембар 1972) је бивша руска дизачица тегова, двострика освајачица олимпијских медаљ, светска и европска првакиња. Такмичила се у од дисциплине до 63 кг па до дисципли до 73 кг.